# رافائيل (ملحن)
رافائيل (بالإنجليزية: Raphael)‏ هو ملحن أمريكي، ولد في 1948 في تلسا في الولايات المتحدة.